# Techcatl

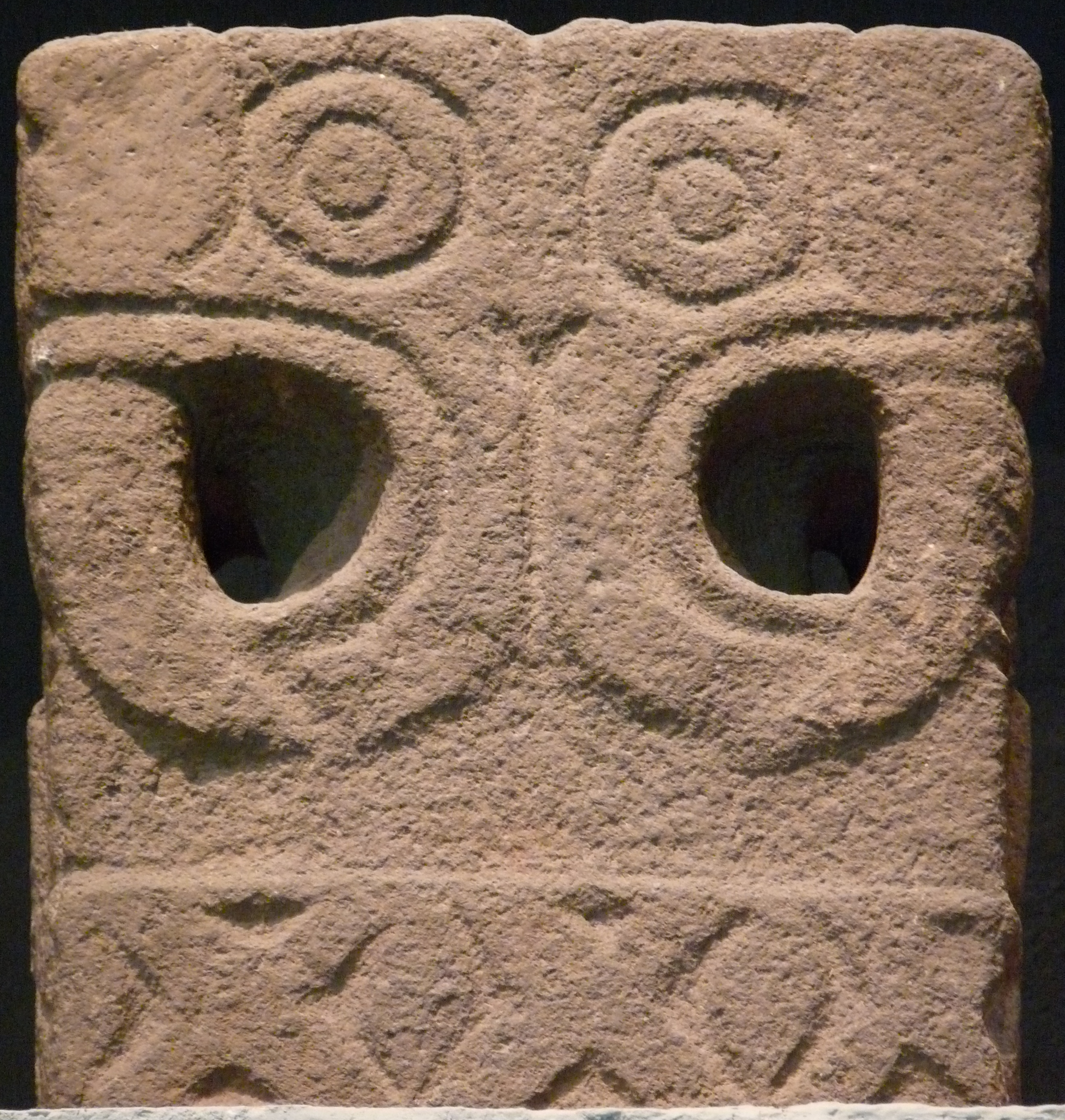
Techcatl parallélépipédique (salle Mexica du musée national d'anthropologie de Mexico).

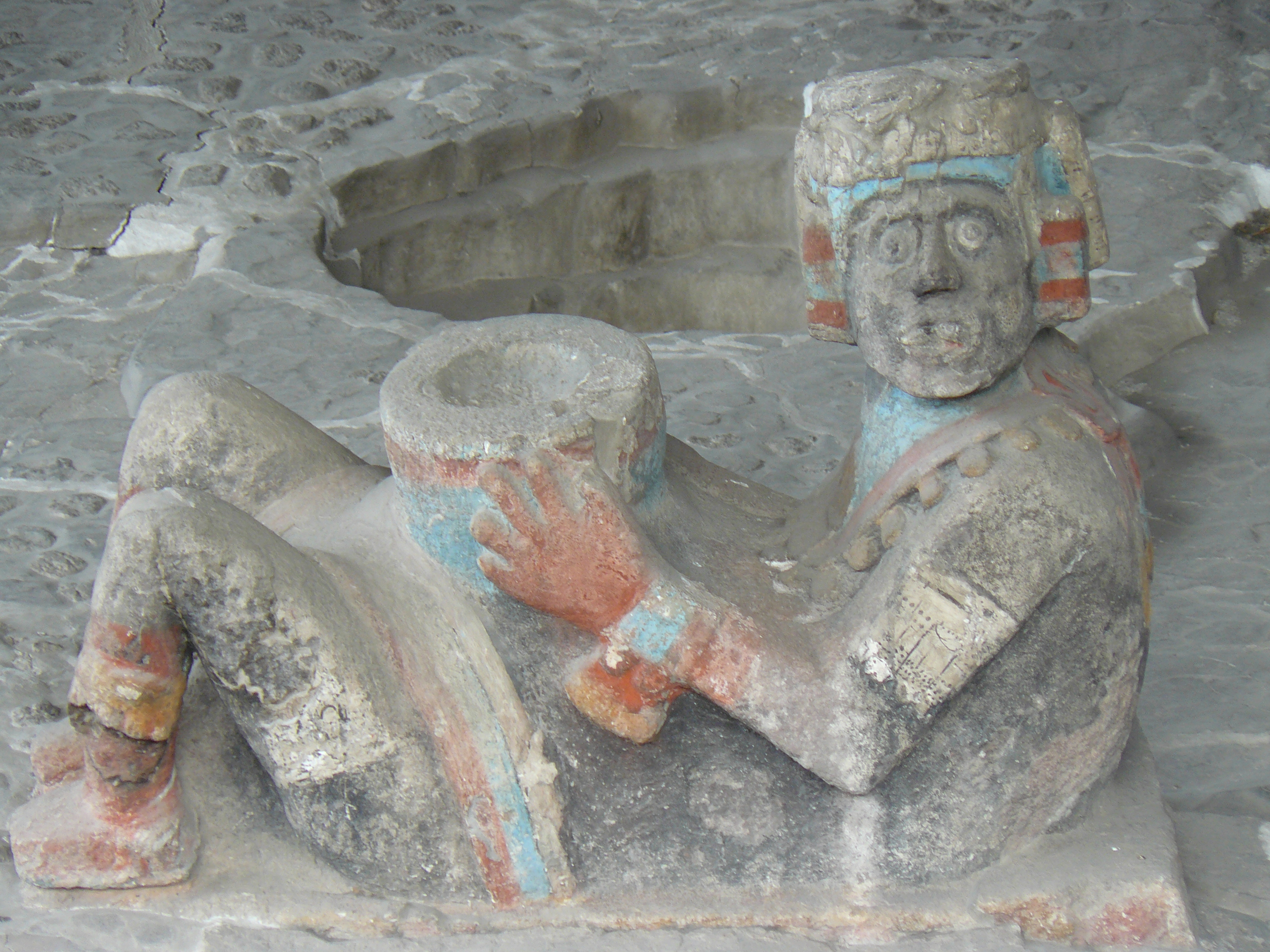
Chac Mool du Templo Mayor de Mexico-Tenochtitlan (site archéologique du Templo Mayor à Mexico).

Un « techcatl » (mot nahuatl signifiant également « pénitence », « souffrance » et « blessé ») est un autel de sacrifice humain mésoaméricain.

## Typologie
Il en existait de différentes formes : trapézoïdale, conique ou parallélépipédique. Ils étaient généralement plus hauts que larges, sauf dans le cas de l'utilisation des cuauhxicalli comme autel de sacrifice, qu'il s'agisse de Chac Mool ou de grandes pierres cylindriques, comme la pierre du Soleil ou un temalacatl tel que la pierre de Tizoc ou la pierre de Moctezuma. Leur hauteur était généralement de plus ou moins 50 cm.
Ils étaient parfois remplacés par des tambours (« teponaztli ») ou le dos d'un prêtre, dont on peut supposer que les Chac Mool étaient des substituts en pierre.

## Rituel
Le sacrifié était fermement maintenu par cinq prêtres : un pour chaque bras et chaque jambe, et un qui maintenait sa tête à l'aide d'un joug (« maquizcoatl »). Le prêtre sacrificateur pratiquait ensuite une cardiectomie suivie d'une décapitation.

## Usage
C'est à partir de 1428, sous le règne d'Itzcoatl, que l'utilisation des autels de sacrifice devient massive, sous l'impulsion de son cihuacoatl Tlacaelel. C'est lui qui ritualise notamment les guerres entre Mexico-Tenochtitlan et la cité rivale Tlaxcala en instaurant les guerres fleuries pendant lesquelles les guerriers devaient être capturés pour être offerts en sacrifice.